# Ullastret
|  | Aquest article tracta sobre el municipi d'Ullastret. Si cerqueu la ciutat ibèrica, vegeu «Ciutat ibèrica d'Ullastret». |

Ullastret és un municipi de la comarca del Baix Empordà. Pertany a la vegueria de Girona i a l'àmbit de les Comarques gironines. Limita amb els municipis de La Bisbal d'Empordà, Corçà, Parlavà, Serra de Daró, Fontanilles, Palau-sator i Forallac.
Se situa a la riba dreta del Daró, que travessa el terme en direcció nord-sud al seu sector occidental. Al damunt d'una suau elevació, es va edificar amb una estructura clarament medieval. Ullastret muralles molt ben conservades encerclen un petit nucli de carrers estrets i costeruts que desemboquen en una esplanada on es creu que hi havia el recinte sobirà d'un castell actualment desaparegut. Davant de la part nord de la muralla es conserva una llotja o plaça gòtica coberta amb bigues de fusta sostingudes per dos arcs apuntats.

## Geografia
- Llista de topònims d'Ullastret (Orografia: muntanyes, serres, collades, indrets..; hidrografia: rius, fonts...; edificis: cases, masies, esglésies, etc).

## Història
A l'època preromana hi havia hagut dos vilatges ibèrics de la tribu dels indicets a la zona d'Ullastret, el "Puig de Sant Andreu" i l'"Illa d'en Reixac". Els vestigis d'aquests vilatges formen part dels itineraris turístics de la zona.
Antigament, a la part oriental, alimentat per les aigües del Daró, hi havia hagut l'estany d'Ullastret que fou dessecat al segle xix. Encara avui, en èpoques de fortes pluges, es torna a omplir d'aigua.
El primer lloc documentat d’Ullastret és el veïnat de Velloses l’any 834 amb el mateix nom. El naixement de la ciutat va marcar la fi del poblat iber.
Ullastret apareix esmentat el 899 dins el comtat d’Empúries. El document parla de la vila d’Ullastret, dels vilars de Velloses i Castellar i de les esglésies de Sant Pere i Sant Joan (villa Uliastreto cum villaribus, Velloso, Castellare, cum finibus suis et ecclesiis Sancti Petri et Sancti Johannis).
El comte Ramon Borrell de Barcelona havia comprat la vila d’Ullastret al comte Hug I d’Empúries. El 1019 la comtessa Ermessenda de Barcelona guanyà dos litigis al comte Hug sobre la possessió de l’alou d’Ullastret, que el comte emporità pretenia de recuperar.
L’any anterior, el 1018, el comte Guifré de Cerdanya havia prestat jurament de fidelitat a la dita comtessa Ermessenda pel lloc d’Ullastret. El 1078 la dominicatura d’Ullastret ja devia haver retornat al comte d’Empúries, ja que Ponç I en disposa en el seu testament.
El 1225 s’esmenta per primer cop el castell d’Ullastret (castrum de Oleastreto). El 1698 Ullastret era cap de la batllia reial d’Ullastret, que comprenia, també, els pobles de Llabià, Serra de Daró i Casavells.

## Ciutat Ibèrica d'Ullastret

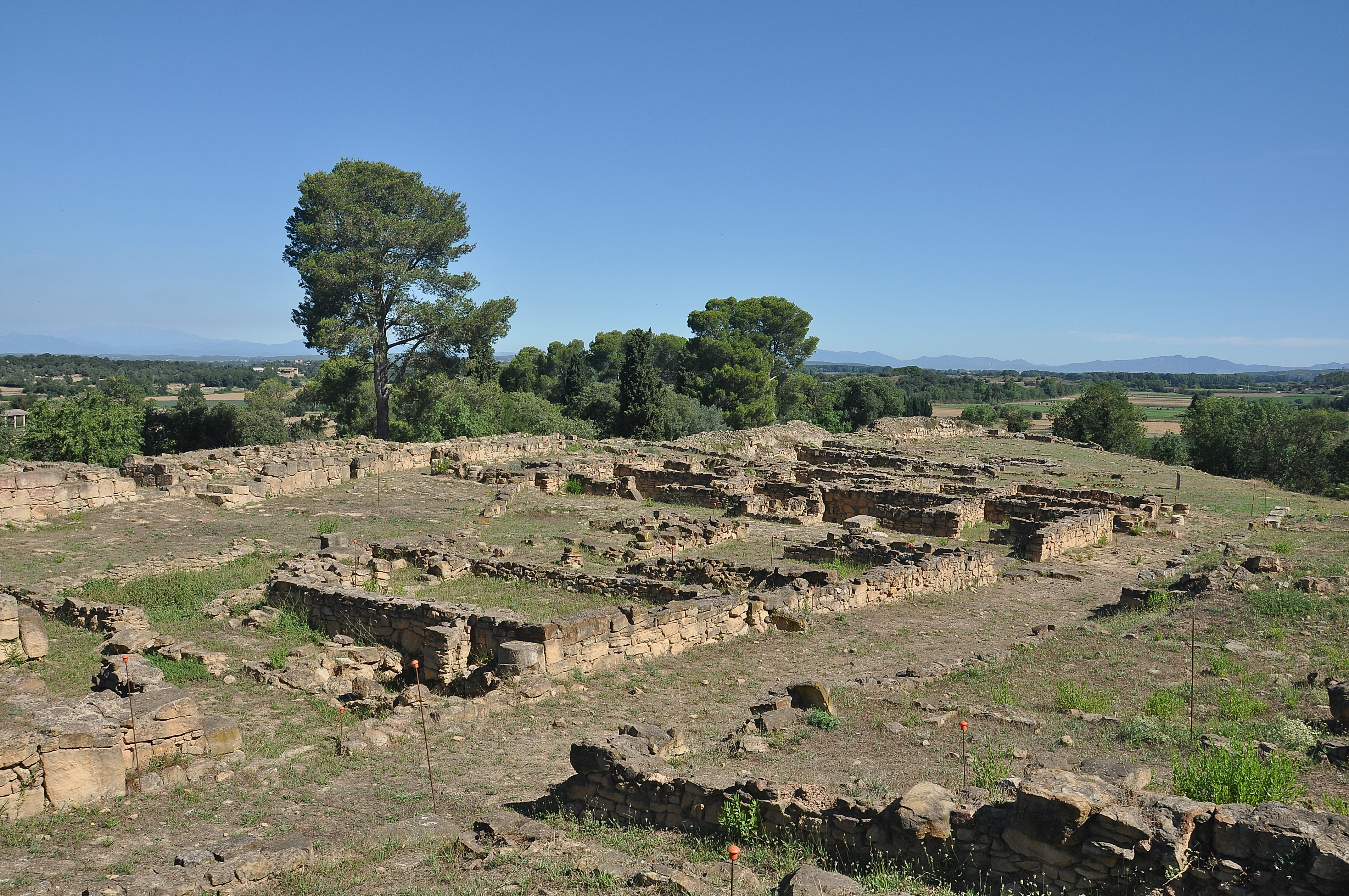
Puig de Sant Andreu d'Ullastret

Es tracta de la ciutat ibèrica més gran de Catalunya. El poblat ibèric del Puig de Sant Andreu d'Ullastret juntament amb el veí poblat de l’Illa d’en Reixac, conformaren una única i autèntica ciutat. Aquesta va ser la capital de la tribu ibèrica que els autors antics van anomenar indigets o indiketes.
Al jaciment s'han trobat restes d'ocupació humana ocasional d'època calcolítica, però el primer assentament amb continuïtat va ser un poblat d'inicis de l'edat del ferro, concretament del darrer quart del segle vii aC, del que només es coneixen els materials arqueològics.
Els indigets o indiketes vivien majoritàriament en cases d'una o dues habitacions i planta baixa, algunes amb pati. També se sap que hi havia famílies aristocràtiques, ja que els jaciments han permès descobrir entre les restes un palau de 500m2. Tenien temples on fer-hi rituals i pregàries, cisternes on guardar l'aigua de la pluja en bones condicions i grans sitges sota terra per guardar-hi el gra durant anys.
El jaciment constitueix una de les seus del Museu d'Arqueologia de Catalunya. El principal objectiu del museu d'Ullastret és conservar, investigar i difondre els vestigis d'època ibèrica que formen el conjunt arqueològic d'Ullastret.
El conjunt arqueològic d'Ullastret està format pels assentaments del Puig de Sant Andreu i l’Illa d'en Reixac (Ullastret), així com la necròpolis del Puig de Serra (Serra de Daró). El Puig de Sant Andreu és l'únic jaciment visitable actualment i alberga la seu d’Ullastret del Museu d'Arqueologia de Catalunya (MAC).
El conjunt ibèric d'Ullastret està declarat Bé cultural d'interès nacional i forma part de la Ruta dels Ibers.

### Festival Indika. Ullastret, un tast iber
Anualment se celebra el Festival Indika. Ullastret, un tast iber per donar a conèixer la cultura i la gastronomia dels indiketes. La fira té una durada de dos dies, un cap de setmana, i al llarg del dissabte i el diumenge hi ha diferents activitats de caràcter familiar i participatiu com tallers, xerrades, visites guiades, tastets ibers, visites teatralitzades o activitats infantils.

## Festes i tradicions
- Festa Major - La festa major d'Ullastret se celebra pels volts del 10, 11, 12 d'agost, per Sant Llorenç, patró del poble.
- Festival Indika - Primer cap de setmana de juny
- Festa petita de Sant Pere Màrtir - Pels volts del 29 d'abril

## Indrets d'interès
- Església romànica de Sant Pere d'Ullastret: Està situada al centre del nucli antic. La primera referència data de l'any 899. El temple basilical de tres naus i tres absis és dels segles x-xi. La porta va ser renovada al segle XVIII. Els absis presenten decoració llombarda, en la qual es reaprofità algun carreu amb incisions ibèriques procedent del poblat del puig de Sant Andreu.
- Dins del municipi, al Puig de Sant Andreu, hi trobem el jaciment arqueològic de la ciutat ibèrica d'Ullastret.
- Castell d'Ullastret: Del castell d’Ullastret no es coneixen esments documentals fins al 1225, any en què el bisbe de Girona demanava al comte d’Empúries com a garantia d’un conveni. Durant el segle XIV el castell continuava en possessió dels comtes emporitants. Al segle XV passà a poder dels Santfeliu, dels Margarit i, finalment, dels Senesterra, famílies emparentades entre elles. Del castell no resta cap més vestigi que les muralles del recinte jussà, entorn del poble d’Ullastret.[5]
- La Llotja: Plaça coberta gòtica de planta rectangular que data dels segles XIV o XV.
- Muralles medievals: Muralles en molt bon estat de conservació que encerclen un petit nucli de carrers estrets i costeruts situat al cim d’un petit tossal. Encara se’n conserven deu torres.[9]

## Demografia
| 1497 | 1553 | 1787 | 1887 | 1900 | 1920 | 1950 | 1970 | 2010 | 2024 |
| 75   | 109  | 452  | 468  | 450  | 426  | 406  | 351  | 250  | 260  |